# Америцій-241
Америцій-241 (241Am, Am-241) — ізотоп америцію з масовим числом 241. Як і всі ізотопи америцію, він радіоактивний, з періодом напіврозпаду 432,2 років. 241Am є найпоширенішим ізотопом америцію, а також найпоширенішим ізотопом америцію в ядерних відходах. Він зазвичай зустрічається в іонізаційних датчиках диму і є потенційним паливом для довгострокових радіоізотопних термоелектричних генераторів (РТГ). Його звичайними батьківськими нуклідами є 241Pu через β−, 241Cm через захоплення електрона, і 245Bk через α-розпад. Америцій-241 має питому активність 3,43 кюрі/г. Зазвичай зустрічається у формі діоксиду америцію-241 (241AmO
2). Цей ізотоп також має один ізомерний стан, 241mAm, з енергією збудження 2,2 МеВ і періодом напіврозпаду 1,23 мкс. Наявність америцію-241 у плутонії визначається вихідною концентрацією плутонію-241 і віком зразка. Старіші зразки плутонію, що містять 241Pu містять накопичений 241Am. У деяких випадках може знадобитися хімічне видалення америцію-241 з переробленого плутонію (наприклад, під час переробки плутонієвих ядер).

## Ядерний синтез
Америцій-241 десятиліттями вироблявся в ядерних реакторах у невеликих кількостях, і накопичено багато кілограмів 241Am на даний момент. : 1262  Тим не менш, з того часу коли він вперше був виставлений на продаж у 1962 році, його ціна становила близько US$1,500 за грам, і залишається майже незміною через дуже складну процедуру розділення.
Америцій-241 синтезується не безпосередньо з урану – найпоширенішого матеріалу для реакторів – а з ізотопу плутонію-239. Останній потрібно спочатку виробити відповідно до наступного ядерного процесу:
{\displaystyle \mathrm {^{238}_{\ 92}U\ {\xrightarrow {(n,\gamma )}}\ _{\ 92}^{239}U\ {\xrightarrow[{23.5\ min}]{\beta ^{-}}}\ _{\ 93}^{239}Np\ {\xrightarrow[{2.3565\ d}]{\beta ^{-}}}\ _{\ 94}^{239}Pu} }
Захоплення двох нейтронів 239Pu (так звана (n,γ) реакція), з наступним β-розпадом призводить до 241Am:
{\displaystyle \mathrm {^{239}_{\ 94}Pu\ {\xrightarrow {2~(n,\gamma )}}\ _{\ 94}^{241}Pu\ {\xrightarrow[{14.35\ yr}]{\beta ^{-}}}\ _{\ 95}^{241}Am} }
Плутоній, присутній у відпрацьованому ядерному паливі, містить близько 12% 241Pu. Через те, що він перетворюється на 241Am, 241Pu можна виділити та використати для подальшого створення 241Am.  Однак цей процес досить повільний: половина від початкової кількості 241Pu розпадається до 241Am приблизно через 14 років, а кількість 241Am досягає максимуму після 70 років.
Отриманий 241Am може бути використаний для отримання більш важких ізотопів америцію шляхом подальшого захоплення нейтронів всередині ядерного реактора. У реакторі на легкій воді (LWR) 79% нейтронів захоплених 241Am, перетворюють його на 242Am і 10% до його ядерного ізомеру 242mAm:
79%:  {\displaystyle \mathrm {^{241}_{\ 95}Am\ {\xrightarrow {(n,\gamma )}}\ _{\ 95}^{242}Am} }

## Розпад
Америцій-241 розпадається переважно через альфа-розпад із слабким побічним виділенням гамма-променів. α-розпад показано наступним чином:
{\displaystyle \mathrm {^{241\!\,}_{\ 95}Am\ {\overset {432.2y}{\longrightarrow }}\ _{\ 93}^{237}Np~+~_{2}^{4}\alpha ^{2+}+\gamma ~59.5409~keV} }
Енергії α-розпаду становлять 5,486 МеВ для 85% випадків, 5,443 МеВ у 13% випадків і 5,388 МеВ для решти 2%. Енергія γ-променів становить 59,5409 кеВ здебільшого з невеликою кількістю інших енергій, таких як 13,9 кеВ, 17,8 кеВ і 26,4 кеВ.
Другим найпоширенішим типом розпаду, який зазнає америцій-241, є спонтанний поділ із коефіцієнтом розгалуження 3,6×10−12 , який відбувається 1,2 рази на секунду на грам америцію-241. Записується так (зірочка позначає збуджене ядро):
{\displaystyle \mathrm {^{241}_{\ 95}Am\longrightarrow ~_{\ 95}^{241}Am^{*}\longrightarrow 3_{0}^{1}n~+~{\text{продукти поділу}}+(\gamma )} }
Америцій-241 - матеріал, що здатний до розщеплення. Критична маса голої кулі становить 57,6-75,6 кг, а діаметр 19-21 см. Америцій-241 поглинає теплові нейтрони, однак при цьому поділ не відбувається. Поділ ядра може бути ініційований нейтронами з енергією не менше 0,8 МеВ.
Найменш поширеним (найрідкіснішим) типом розпаду америцію-241 є кластерний розпад з викидом 34Si із коефіцієнтом розгалуження менше 7,4×10−16. Це записується як:
{\displaystyle \mathrm {^{241\!\,}_{\ 95}Am\longrightarrow _{\ 81}^{207}Tl+_{14}^{34}Si} }

## Застосування

### Іонізаційний детектор диму

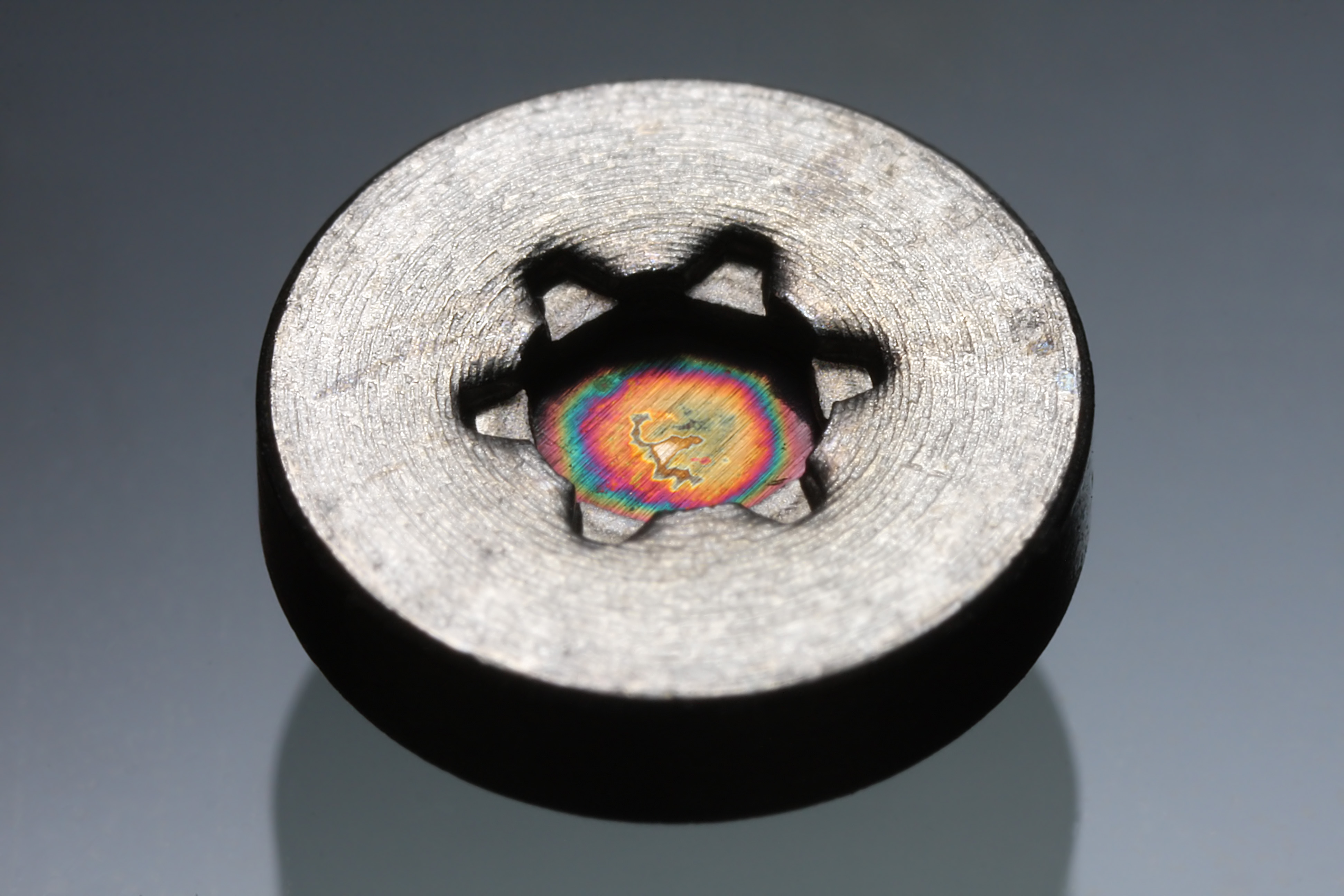
Робочий елемент іонізаційного детектора диму з америцієм-241.

Америцій-241 є єдиним синтетичним ізотопом, який знайшов свій шлях до домашнього господарства, де найпоширеніший тип детектора диму (іонізаційного типу) використовує 241AmO
2(діоксид америцію-241) як джерело іонізуючого випромінювання. Цей ізотоп є кращим ніж 226Ra тому що він випромінює 5 разів більше альфа-частинок і відносно мало шкідливого гамма-випромінювання. З періодом напіврозпаду 432,2 роки, кількість америцію в детекторі диму зменшується і включає близько 3% нептунію після 19 і близько 5% після 32 років. Кількість америцію в типовому новому детекторі диму становить 0,29 мікрограмів з активністю 1 мікрокюрі. Деякі старі промислові детектори диму можуть містити до 80 мікрокюрі. Кількість 241Am повільно знижується, коли розпадається на нептуній-237 (237Np), інший трансурановий елемент із набагато довшим періодом напіврозпаду (приблизно 2.14 мільйона років). Випромінювані альфа-частинки проходять через іонізаційну камеру, заповненений повітрям простір між двома електродами, що дозволяє невеликому постійному електричному струму протікати завдяки випромінюванню, що іонізує повітряний простір. Будь-який дим, який потрапляє в камеру, блокує вільне проходження деяких альфа-частинок і зменшує іонізацію, що призводить до падіння струму. Схема сигналізації виявляє падіння струму і, як наслідок, запускає п’єзоелектричний зумер. Порівняно з альтернативним оптичним детектором диму, іонізаційний детектор диму дешевший і може виявляти частинки, які є надто малими для значного розсіювання світла. Однак він більш схильний до помилкових тривог.

#### Процес виготовлення
Процес виготовлення америцію, який використовується в робочих елементах іонізаційних датчиків диму, починається з діоксиду америцію. 241AmO
2 ретельно змішують із золотом, формують у брикет і сплавляють під тиском при температурі понад 1 470 °F (800 °C) . Підкладка зі срібла та переднє покриття із золота (або сплаву золота чи паладію) наносяться на брикет і запечатуються методом гарячого кування. Потім брикет проходить кілька етапів холодної прокатки для досягнення бажаної товщини та рівня радіаційного випромінювання. Кінцева товщина становить приблизно 0,2 мм, із золотим покриттям, що становить приблизно один відсоток товщини. Отримана смужка фольги, яка становить приблизно 20 мм завширшки, розрізається на частини довжиною 1 м. Джерела вирубаються зі стрічки фольги. Кожен диск приблизно 5,1 мм діаметром, монтується в металевий тримач, зазвичай виготовлений з алюмінію. Тримач - це корпус, який є більшою частиною того, що видно на робочому елементі. Тонкий обідок на тримачі закочується, щоб повністю закрити зрізаний край навколо диска.

### Радіоізотопний термоелектричний генератор
Оскільки 241Am має порівняний період напіврозпаду, що і 238Pu (432,2 років проти 87 років), він був запропонований як активний ізотоп радіоізотопних термоелектричних генераторів для використання в космічних кораблях. Навіть незважаючи на те, що америцій-241 виробляє менше тепла та електроенергії, ніж плутоній-238 (вихід енергії становить 114,7 міліват на грам у 241Am проти 570 міліват на грам у 238Pu) і його випромінювання становить більшу загрозу для людини через гамма- та нейтронне випромінювання, він має переваги для довготривалих місій завдяки значно довшому періоду напіврозпаду. Європейське космічне агентство працює над РТГ на основі америцію-241 для своїх космічних зондів через глобальний дефіцит плутонію-238 і легкий доступ до америцію-241 в Європі від переробки ядерних відходів.
Вимоги до екранування в РТГ є другим найнижчими серед усіх можливих ізотопів: лише 238Pu вони менші. Перевага перед 238Pu полягає в тому, що 241Am утворюється як ядерні відходи і є майже ізотопно чистим. Від дослідних зразків РТГ на 241Am  очікують 2–2,2 Втe /кг для конструкцій потужністю5–50 Вт. РТГ на 238Pu в межах цього діапазону потужностей порівняні, оскільки переважну більшість маси РІТЕГ складають не ізотопи, а термоелектрики, радіатори та маса утримання ізотопу.

### Джерело нейтронів
Оксиди 241Am зпресовані з берилієм, можуть бути дуже ефективними джерелами нейтронів, оскільки вони випромінюють альфа-частинки під час радіоактивного розпаду:
{\displaystyle \mathrm {^{241\!\,}_{\ 95}Am\ {\overset {432.2y}{\longrightarrow }}\ _{\ 93}^{237}Np\ +\ _{2}^{4}\alpha ^{2+}+\ \gamma ~59.5~keV} }
Тут америцій діє як джерело альфа-випромінювання, а берилій виробляє нейтрони завдяки своєму великому поперечному перерізу для ядерної реакції (α,n):
{\textstyle \mathrm {^{9}_{4}Be\ +\ _{2}^{4}\alpha ^{2+}\longrightarrow \ _{\ 6}^{12}C\ +\ _{0}^{1}n\ +\ \gamma } }
Найбільш поширене використання 241AmBe джерела нейтронів 241AmBe – це нейтронний зонд – пристрій, який використовується для вимірювання кількості води, присутньої в ґрунті, а також вологості/щільності для контролю якості під час будівництва автомагістралей. Джерела нейтронів з  241Am також використовуються для каротажу свердловин, а також у нейтронній радіографії, томографії та інших радіохімічних дослідженнях.

### Виготовлення інших елементів

Діаграма, що відображає актиноїди та їхні розпади та перетворення.

Америцій-241 іноді використовується як вихідний матеріал для виробництва інших трансуранових елементів і трансактинідів - наприклад, нейтронне бомбардування 241Am дає 242Am:
{\displaystyle \mathrm {^{241}_{\ 95}Am\ {\xrightarrow {(n,\gamma )}}\ _{\ 95}^{242}Am} }
Звідти 82,7% з 242Am розпадається до 242Cm і 17,3% до 242Pu:
82,7% → {\displaystyle \mathrm {^{241}_{\ 95}Am\ {\xrightarrow {(n,\gamma )}}\ _{\ 95}^{242}Am\ {\xrightarrow[{16.02\ h}]{\beta ^{-}}}\ _{\ 96}^{242}Cm} }
17,3% → {\displaystyle \mathrm {^{241}_{\ 95}Am\ {\xrightarrow {(n,\gamma )}}\ _{\ 95}^{242}Am\ {\xrightarrow[{16.02\ h}]{\beta ^{+}}}\ _{\ 94}^{242}Pu} }
В ядерному реакторі 242Am також перетворюється шляхом захоплення нейтронів до 243Am і 244Am, який за допомогою β-розпаду перетворюється на 244Cm:
{\displaystyle \mathrm {^{242}_{\ 95}Am{\xrightarrow {(n,\gamma )}}~_{\ 95}^{243}Am\ {\xrightarrow {(n,\gamma )}}\ _{\ 95}^{244}Am\ {\xrightarrow[{10.1\ h}]{\beta ^{-}}}\ _{\ 96}^{244}Cm} }
Опромінення 241Am іонами 12C або 22Ne  дає ізотопи 253Es (ейнштейній) або 263Db (дубній), відповідно. Крім того, елемент берклій (ізотоп 243Bk) вперше був навмисно виготовлений та ідентифікований шляхом бомбардування 241Am альфа-частинками, у 1949 році, тією ж групою Берклі, використовуючи той самий циклотрон, який використовувався для багатьох попередніх експериментів. : 1262 

### Спектрометр
Америцій-241 використовувався як портативне джерело як гамма-променів, так і альфа-частинок для ряду медичних і промислових цілей. 59,5409 кеВ (9,53950 фДж) Гамма-випромінювання з енергією 59,5409 кеВ від 241Am у таких джерелах можна використовувати для непрямого аналізу матеріалів у радіографії та рентгенівській флуоресцентній спектроскопії, а також для контролю якості в фіксованих ядерних вимірювачах густини. Наприклад, цей ізотоп використовувався для вимірювання товщини скла для створення плоского скла. : 1262 Америцій-241 також підходить для калібрування спектрометрів гамма-випромінювання в діапазоні низьких енергій, оскільки його спектр складається з майже одного піку та незначного континууму Комптона (принаймні на три порядки меншої інтенсивності).

### Медицина
Гамма-промені америцію-241 використовувалися для пасивної діагностики функції щитовидної залози. Це медичне застосування вже застаріло. Гамма-промені Америцію-241 можуть забезпечити прийнятну якість рентгенограм із 10-хвилинним часом експозиції. Рентгенограми з 241Am були зроблені лише як експеримент через тривалий час опромінення, що збільшує ефективну дозу живої тканини. Зменшення тривалості опромінення зменшує ймовірність іонізації, яка спричиняє пошкодження клітин і ДНК, і є критичним компонентом принципу «час, відстань, екранування», який використовується для радіаційного захисту.

## Небезпеки
Америцій-241 є α-випромінювачем зі слабким побічним продуктом γ-променів. Безпечне поводження з америцієм-241 вимагає знання та дотримання належних заходів безпеки, оскільки без них це було б надзвичайно небезпечно. Його питома константа дози гамма-випромінювання становить 3,14x10-1 мР/год/мКі або 8,48x10-5 мЗв/год/МБк на відстані 1 м.
При вживанні америцій-241 виводиться протягом декількох днів і лише 0,05% всмоктується в кров. Звідти приблизно 45% надходить до печінки і 45% до кісток, а решта 10% виводиться. Поглинання печінкою залежить від людини і збільшується з віком. У кістках америцій спочатку відкладається на кортикальних і трабекулярних поверхнях і з часом повільно перерозподіляється по кістці. Період напіввиведення 241Am становить 50 років у кістках і 20 років у печінці, тоді як у статевих залозах (яєчках і яєчниках) він залишається назавжди; у всіх цих органах америцій сприяє утворенню ракових клітин внаслідок своєї радіоактивності.

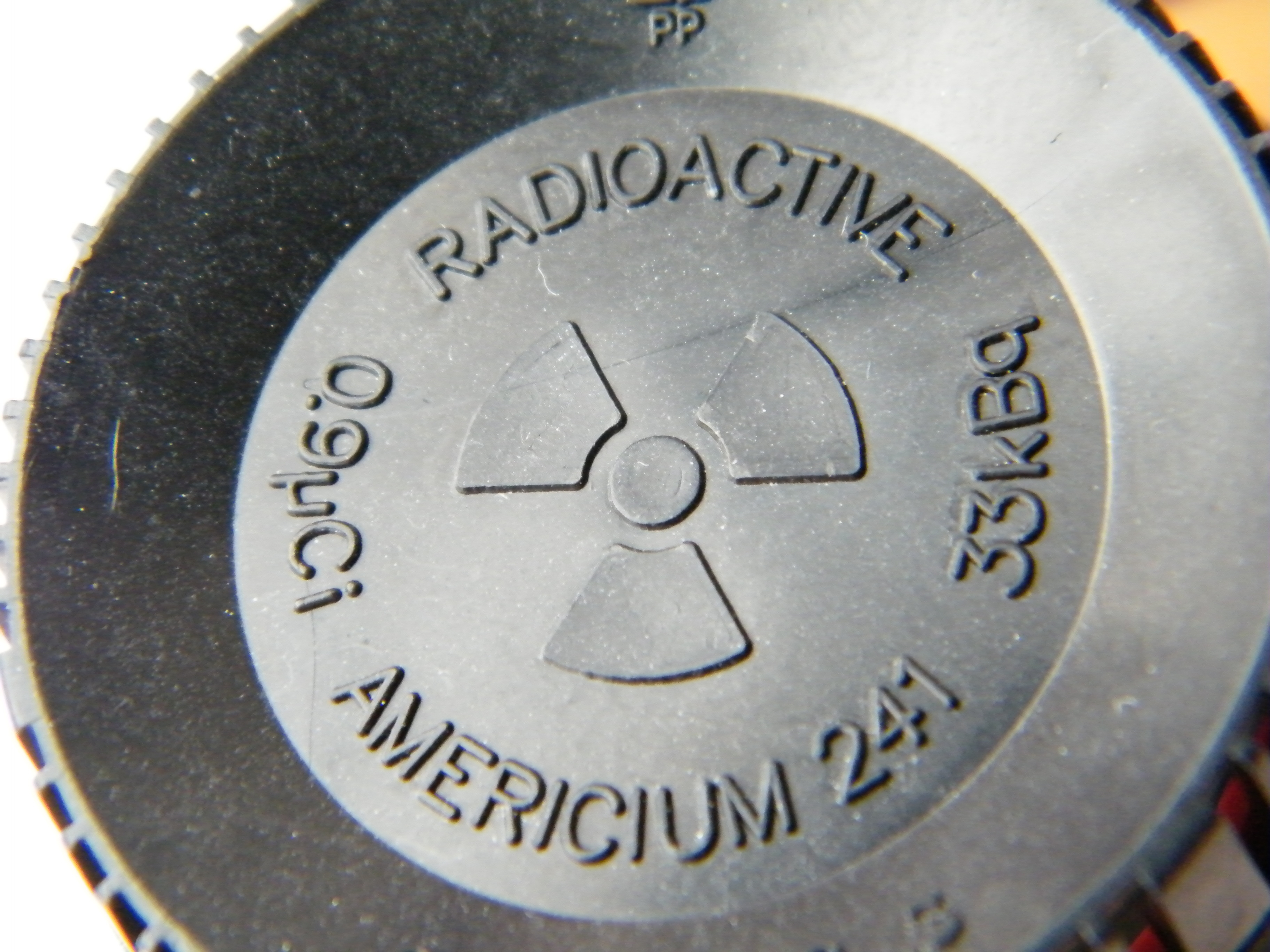

Америцій-241 часто потрапляє на звалища через викинуті датчики диму. У більшості юрисдикцій правила, пов’язані з утилізацією детекторів диму, послаблені. У США «Радіоактивний бойскаут» Девід Ган зміг сконцентрувати америцій-241 з детекторів диму після того, як зумів купити сотню з них за злишковою ціною, а також вкрасти кілька. Було кілька випадків впливу америцію-241, найгіршим був випадок Гарольда МакКласкі, який у віці 64 років піддався впливу америцію-241, який у 500 разів перевищував норму професійної діяльності в результаті вибуху в його лабораторії. МакКласкі помер у віці 75 років не в результаті опромінення, а від хвороби серця, яка була у нього до аварії. Америцій-241 також було виявлено в океанах у результаті випробувань ядерної зброї, проведених різними країнами.